# NGC 1167
NGC 1167 في الفهرس العام الجديد، هي مجرة، تقع في كوكبة حامل رأس الغول. اكتشفت في 13 سبتمبر 1784 بواسطة ويليام هيرشل.

## روابط خارجية
- NGC 1167 على موقع ويكي سكاي: DSS2, SDSS, GALEX, IRAS, Hydrogen α, X-Ray, Astrophoto, Sky Map, Articles and images